# Liste der Stolpersteine in Prag-Karlín

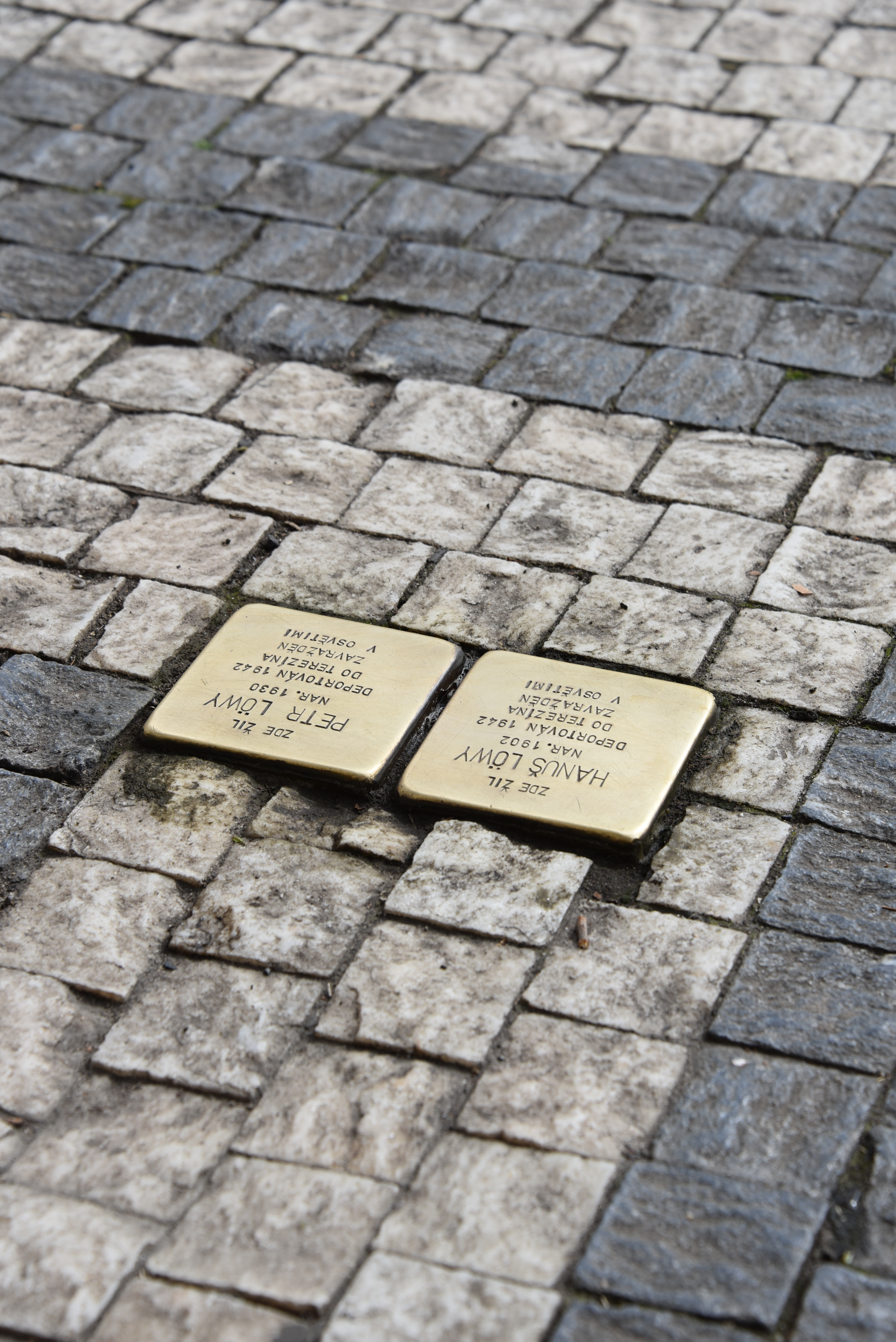
Stolpersteine für Vater und Sohn Löwy in Prag-Karlín

Die Liste der Stolpersteine in Prag-Karlín enthält die Stolpersteine, die im Prager Stadtviertel Karlín (deutsch Karolinenthal) verlegt wurden. Der Bezirk zählt heute zu Prag 8. Stolpersteine erinnern an das Schicksal der Menschen, welche von den Nationalsozialisten in Tschechien ermordet, deportiert, vertrieben oder in den Suizid getrieben wurden. Die Stolpersteine wurden von Gunter Demnig verlegt.
Das tschechische Stolpersteinprojekt Stolpersteine.cz wurde 2008 durch die Česká unie židovské mládeže (Tschechische Union jüdischer Jugend) ins Leben gerufen und stand 2008 unter der Schirmherrschaft des Prager Bürgermeisters. Die Stolpersteine liegen vor dem letzten selbstgewählten Wohnort des Opfers. Die Stolpersteine werden auf Tschechisch stolpersteine genannt, alternativ auch kameny zmizelých (Steine der Verschwundenen).
Die Tabellen sind teilweise sortierbar; die Grundsortierung erfolgt alphabetisch nach dem Familiennamen.

## Karlín
| Bild | Inschrift | Standort           | Name, Leben |
| ---- | --- | ------------------ | --- |
|      | HIER WOHNTE FRANTIŠEK GROSS JG. 1892 DEPORTIERT 1942 NACH THERESIENSTADT 1944 NACH AUSCHWITZ ERMORDET                   | Vítkova 439/21     | František Gross wurde am 21. Juli 1892 geboren. Er war Ingenieur. Der letzte Wohnsitz vor der Deportation war in Prag X, Terezínská 21/439, an dieser Adresse lebte auch Pavel Gross (siehe unten). Am 20. November 1942 wurden František und Pavel Gross mit dem Transport Cc von Prag in das Konzentrationslager Theresienstadt deportiert. Ihre Transportnummern waren 488 und 490 von 1.002. Beide blieben dort 22 Monate lang interniert. Am 28. September 1944 wurde er mit dem Transport Ek ins Konzentrationslager Auschwitz deportiert. Seine Transportnummer war 1917 von 2.500. Er wurde in der Folge vom NS-Regime ermordet. |
|      | HIER WOHNTE PAVEL GROSS JG. 1930 DEPORTIERT 1942 NACH THERESIENSTADT 1944 NACH AUSCHWITZ ERMORDET                       | Vítkova 439/21     | Pavel Gross wurde am 27. Oktober 1930 geboren. Sein letzter Wohnsitz vor der Deportation war Prag X, Terezínská 21/439, hier lebte er zusammen mit František Gross (siehe oben). Am 20. November 1942 wurden Pavel Gross zusammen mit František Gross mit dem Transport Cc von Prag nach Theresienstadt deportiert. Ihre Transportnummer waren 488 und 490 von 1.002. Dort blieben die beiden nahezu zwei Jahre lang interniert. Am 23. Oktober 1944, wurde auch Pavel Gross mit dem Transport Et nach Auschwitz deportiert. Seine Transportnummer war 78 von 1.714. Er wurde vom NS-Regime im Alter von 13 oder 14 Jahren ermordet. |
|      | HIER WOHNTE EVA HELLEROVÁ JG. 1938 DEPORTIERT 1942 NACH THERESIENSTADT ERMORDET IN AUSCHWITZ                            | Brezinova 5        | Eva Hellerová wurde am 17. Februar 1938 geboren. Ihre Eltern waren Dr. Arnošt Heller und Olga geb. Stutzová (siehe unten). Ihr letzter Wohnsitz vor der Deportation war in Prag X, Litomyšlská 5. Am 22. Dezember 1942 wurden sie und ihre Mutter mit dem Transport Ck in das Konzentrationslager Theresienstadt deportiert. Ihre Transportnummer war 810 von 1.005. Sie waren dort fast zwei Jahre lang interniert. Am 4. Oktober 1944 wurde sie mit dem Transport En in das Konzentrationslager Auschwitz deportiert. Ihre Transportnummer war 1105 von 1.500. Dort wurde sie im Alter von 6 Jahren vom NS-Regime ermordet, ebenso ihre Mutter. |
|      | HIER WOHNTE OLGA HELLEROVÁ JG. 1914 DEPORTIERT 1942 NACH THERESIENSTADT ERMORDET IN AUSCHWITZ                           | Brezinova 5        | Olga Hellerová wurde am 15. März 1914 in Libochovice geboren. Sie heiratete Dr. Arnošt Heller. Das Paar hatte zumindest eine Tochter, Eva (geb. 1938, siehe oben). Ihr letzter Wohnsitz vor der Deportation war in Prag X, Litomyšlská 5. Am 22. Dezember 1942 wurden Olga Hellerová und ihre Tochter mit dem Transport Ck in das Konzentrationslager Theresienstadt deportiert. Ihre Transportnummern waren 809 und 810 von 1.005. Sie waren dort fast zwei Jahre lang interniert. Am 4. Oktober 1944 wurden sie mit dem Transport En in das Konzentrationslager Auschwitz deportiert. Ihre Transportnummern waren 1104 und 1105 von 1.500. Dort wurden Mutter und Tochter vom NS-Regime ermordet. |
|      | HIER WOHNTE HANA HOJTAŠOVÁ JG. 1932 DEPORTIERT 1942 NACH THERESIENSTADT ERMORDET                                        | Křižíkova 254/5    | Hana Hojtašová wurde am 10. Dezember 1932 geboren. Ihre Eltern waren Karel Hojtaš und Ela Hojtašová. Sie hatte einen älteren Bruder, Jiří (geb. am 29. Mai 1930). Der letzte Wohnsitz der Familie vor der Deportation war in Prag X, Sudetská 5 (heute Křižíkova). Am 15. Mai 1942 wurden sie und ihre Familie mit dem Transport Au 1 in das Konzentrationslager Theresienstadt deportiert. Ihre Transportnummer war 729 von 1.001, die ihres Bruders 726 und die ihrer Eltern 727 und 728. Zwei Tage später, am 17. Mai 1944, wurde die Familie mit dem Transport Ay nach Lublin deportiert. Laut holocaust.cz hatte die Familie die gleichen Transportnummern wie im vorherigen Transport. Dort wurde die ganze Familie vom NS-Regime ermordet. Ihr Vater wurde am 29. August 1942 in Majdanek ermordet. |
|      | HIER WOHNTE ARNOŠT HÜBSCH JG. 1905 DEPORTIERT 1942 NACH THERESIENSTADT 1942 NACH TRAWNIKI ERMORDET 8.8.1942 IN MAJDANEK | Vítkova 333/36     | Arnošt Hübsch wurde am 22. November 1905 in Lukavec im Bezirk Pelhřimov geboren. Seine Eltern waren Kamila und Karel Hübsch. Er führte einen Laden war verheiratet mit Anna geb. Khámová. Das Paar hatte eine Tochter namens Irena. Sein letzter Wohnsitz vor der Deportation war in Ondřejov, schließlich in Prag XII, Schwerinova 15. Am 5. Juni 1942 wurde er mit dem Transport AAB ins Konzentrationslager Theresienstadt deportiert. Seine Transportnummer war 218 von 745. Nach sieben Tagen, am 12. Juni 1942, wurde er mit dem Transport AAk nach Trawniki deportiert. Seine Transportnummer war 422 von 1.027. Er wurde am 8. August 1942 in Majdanek vom NS-Regime ermordet. Seine einzige Tochter überlebte, studierte, erlangte ein Doktorat in Naturwissenschaften, heiratete und nahm den Namen Kimlová an. Im Jahr 1991 übermittelte sie den Bericht über den Tod ihres Vaters an Yad Vashem. |
|      | HIER WOHNTE JOSEF KRAUS JG. 1876 DEPORTIERT 1942 NACH THERESIENSTADT 1942 NACH TREBLINKA ERMORDET                       | Sokolovská 30/59   | Josef Kraus wurde am 6. September 1876 geboren. Er war mit Emma verheiratet. Der letzte Wohnsitz des Paares vor der Deportation war in Prag X, Královská 30 (heute Sokolovská). Am 20. Juli 1942 wurden Josef Kraus und seine Frau mit dem Transport AAs von Prag in das Konzentrationslager Theresienstadt deportiert. Seine Transportnummer war 524 von 1.000. Das Ehepaar blieben dort drei Monate lang interniert. Am 22. Oktober 1942 wurden sie mit dem Transport Bx ins Konzentrationslager Auschwitz deportiert. Seine Transportnummer war 11 von 2.033. Emma Krausová und Josef Kraus wurden dort vom Nazi-Regime ermordet. |
|      | HIER WOHNTE EMMA KRAUSOVÁ JG. 1875 DEPORTIERT 1942 NACH THERESIENSTADT 1942 NACH TREBLINKA ERMORDET                     | Sokolovská 30/59   | Emma Krausová wurde am 11. März 1875 geboren. Sie war mit Josef Kraus verheiratet. Der letzte Wohnsitz des Paares vor der Deportation war in Prag X, Královská 30 (heute Sokolovská). Am 20. Juli 1942 wurden Josef Kraus und seine Frau mit dem Transport AAs von Prag in das Konzentrationslager Theresienstadt deportiert. Ihre Transportnummer war 525 von 1.000. Das Ehepaar blieben dort drei Monate lang interniert. Am 22. Oktober 1942 wurden sie mit dem Transport Bx ins Konzentrationslager Auschwitz deportiert. Ihre Transportnummer war 12 von 2.033. Emma Krausová und Josef Kraus wurden dort vom NS-Regime ermordet. |
|      | HIER WOHNTE HANUŠ LÖWY JG. 1902 DEPORTIERT 1942 NACH THERESIENSTADT ERMORDET IN AUSCHWITZ                               | Sokolovská 40/57   | Hanuš Löwy wurde am 30. März 1902 geboren. Seine Eltern waren Ferdinand Löwy und Regina geb. Schulz. Er hatte drei ältere Brüder, Antonin (geb. 1895), Josef (geb. am 2. Dezember 1896) und František (1899–1965). Er war mit Marta geborene Holubová (geb. am 8. April 1905) verheiratet. Das Paar hatte einen Sohn, Petr (geb. 1930). Der letzte Wohnsitz von Vater und Sohn vor der Deportation war in Prag XII, Mánesova 34. Am 22. Dezember 1942 wurden Hanuš Löwy und sein Sohn mit dem Transport Ck in das Konzentrationslager Theresienstadt deportiert. Seine Transportnummer war 551 von 1.005. Dort war sie 17 Monate lang interniert. Am 18. Mai 1944 wurden sie mit dem Transport Eb in das Konzentrationslager Auschwitz deportiert. Seine Transportnummer war 570 von 2.500. Vater und Sohn wurden am Tag ihrer Ankunft in einer Gaskammer ermordet. Josef Löwy, seine Frau Karolina und deren Tochter Hana (Alter 14) wurden alle am 9. Mai 1942 im Vernichtungslager Sobibor ermordet. |
|      | HIER WOHNTE PETR LÖWY JG. 1930 DEPORTIERT 1942 NACH THERESIENSTADT ERMORDET IN AUSCHWITZ                                | Sokolovská 40/57   | Petr Löwy wurde am 12. Oktober 1930 geboren. Seine Eltern waren Hanuš Löwy und Marta geb. Holubová. Der letzte Wohnsitz von Vater und Sohn vor der Deportation war in Prag XII, Mánesova 34. Am 22. Dezember 1942 wurden Petr Löwy und sein Vater mit Transport Ck ins KZ Theresienstadt deportiert. Seine Transportnummer war 550 von 1.005. Dort waren beide 17 Monate lang interniert. Am 18. Mai 1944 wurde er mit Transport Eb ins Konzentrationslager Auschwitz deportiert. Seine Transportnummer war 571 von 2.500. Vater und Sohn wurden am Tag ihrer Ankunft in einer Gaskammer ermordet. |
|      | HIER WOHNTE VIKTOR PICK JG. 1893 DEPORTIERT 1943 NACH THERESIENSTADT 1944 NACH AUSCHWITZ ERMORDET                       | Jirsíkova 540/4    | Viktor Pick wurde am 22. April 1893 in Prag geboren. Seine Eltern waren Emanuel Pick (geboren am 19. Januar 1862) und Ernestine geb. Lokesch (geboren am 23. September 1867 in Prag). Er hatte zumindest eine Schwester: Lilly geboren am 2. Juni 1900 in Prag. Er war verheiratet mit Marie, geborene Stener. Das Paar hatte die 1931 geborene Tochter Susanne. Sein letzter Wohnsitz vor der Deportation war in Prag X, Jílovská 4. Am 13. Juli 1943 wurde er zusammen mit seiner Frau und seiner Tochter mit Transport Di in das Konzentrationslager Theresienstadt deportiert. Seine Transportnummer war 569 von 839. Dort blieb er für 15 Monate interniert. Am 16. Oktober 1944 wurde er mit dem Transport Er in das Konzentrationslager Auschwitz deportiert. Seine Transportnummer war 1232 von 1.500. Viktor Pick verlor sein Leben in Auschwitz. Seine Mutter wurde am 15. Oktober 1942 von Theresienstadt ins Vernichtungslager Treblinka deportiert, mit dem Transport Bv und der Transportnummer 1364. Alle 2,000 Menschen auf diesem Transport wurden vom NS-Regime ermordet, auch Ernestine Picková. Seine Schwester Lilly, deren Ehemann und Tochter Marianna wurden ebenfalls im Rahmen der Shoah ermordet. Am 17. Mai 1942 wurden alle nach Lublin deportiert und in der Folge ums Leben gebracht. |
|      | HIER WOHNTE DAVID SÜSSMANN JG. 1893 DEPORTIERT 1942 NACH THERESIENSTADT ERMORDET 1944 IN AUSCHWITZ                      | Sokolovská 449/128 | David Süssmann, auch Sussmann oder Zisman, wurde am 18. Februar 1893 in Budapest geboren. Seine Eltern waren Leo Süssmann (geb. am 26. Juli 1868) und Mina geb. Mayer (1869–1924). Er hatte zwei Schwestern, Eugenie Jenny (geb. am 6. November 1895) und Julia (geb. am 14. November 1899 in Budapest), und einen Bruder, Moritz (geb. am 6. Juni 1901 in Budapest). Er war ein Angestellter und verheiratet mit Markéta geb. Fischl. Das Paar hatte zumindest einen Sohn, Karl. Die letzte Residenz der Familie vor der Deportation war in Prag X, Královská 128 (heute Sokolovská). Am 23. Juli 1942 wurden David Süssmann und seine Frau mit dem Transport AAt ins Konzentrationslager Theresienstadt deportiert. Seine Transportnummer war 192 von 1.000. Sein Bruder und sein Vater waren schon vorher nach Theresienstadt gebracht worden. Sein Vater, der einen Monat zuvor in angekommen war, starb dort am 4. Juli 1943. Nach mehr als zwei Jahren Internierung wurde das Ehepaar Süssmann getrennt. Am 28. September 1944 wurde David Süssmann mit dem Transport Ek in das Konzentrationslager Auschwitz deportiert. Seine Transportnummer war 905 von 2.500. Er wurde dort getötet. Drei Tage später wurde auch Markéta Süssmannová nach Auschwitz deportiert und ermordet. Einen Monat später wurde auch sein Bruder Moritz nach Auschwitz deportiert und ermordet. Sein Sohn Karl war mit Svetla geb. Solar verheiratet. Die beiden hatten ein Kind, ihr Sohn starb in Hannover. David Süssmanns Schwestern konnten auswandern und überleben. Eugenie, die mit Walter Urbach verheiratet war und ein Kind mit ihm hatte, verlor ihren Mann 1944 in Auschwitz. Sie starb 1963 in den USA. Seine andere Schwester Julia verlor ebenfalls ihren Mann in Auschwitz. Der Name ihres Ehemannes war Ignaz Bobasch, auch Itchak. Sie hatten zwei Töchter, beide in der Tschechoslowakei in den 1920er Jahren geboren. Julia starb 1991 in Israel im Alter von 92 Jahren. |
|      | HIER WOHNTE MARKETÁ SÜSSMANN JG. 1900 DEPORTIERT 1942 NACH THERESIENSTADT ERMORDET 1944                                 | Sokolovská 449/128 | Markéta Süssmannová geb. Fischl, auch Margarethe oder Gretel, wurde am 3. Juli 1900 geboren. Ihre Eltern waren Karl Fischl (1864–1906) und Kamilla geb. Kuh (geb. 1879). Sie hatte einen Bruder, Hugo (geb. 1899). Sie war mit David Süssmann verheiratet. Das Paar hatte zumindest einen Sohn, Karl. Der letzte Wohnsitz der Familie vor der Deportation war in Prag X, Královská 128 (heute Sokolovská). Am 23. Juli 1942 wurden Markéta Süssmannová und ihr Ehemann mit dem Transport AAt ins Konzentrationslager Theresienstadt deportiert. Ihre Transportnummer war 191 von 1.000. Nach mehr als zwei Jahren Inhaftierung dort wurden das Ehepaar getrennt. Am 28. September 1944 wurde ihr Mann in das Konzentrationslager Auschwitz deportiert. Drei Tage später wurde auch Markéta Süssmannová mit dem Transport Em nach Auschwitz deportiert. Ihre Transportnummer war 1418 von 1.501. Mann und Frau wurden vom NS-Regime ermordet. Ihr Sohn Karl war mit Svetla geb. Solar verheiratet. Die beiden hatten ein Kind, ihr Sohn starb in Hannover. |
|      | HIER WOHNTE OSKAR WIENER JG. 1873 DEPORTIERT 1942 NACH THERESIENSTADT ERMORDET 20.4.1944 EBENDORT                       | Sokolovská 75/103  | Oskar Wiener wurde am 4. März 1873 in Prag geboren. Seine Eltern waren Ignaz Wiener (gestorben am 18. November 1908) und Emma geb. Wien (geboren 1846, verstorben am 20. Februar 1908). Er hatte einen Bruder, Paul. Sein letzter Wohnsitz vor der Deportation war in Prag X, Královská 103. Am 6. Juli 1942 wurde er mit dem Transport AAn in das Konzentrationslager Theresienstadt deportiert. Seine Transportnummer war 403 von 1.000. Dort starb er am 20. April 1944. |

## Verlegedaten
Die Stolpersteine in Prag wurden von Gunter Demnig persönlich an folgenden Tagen verlegt: 8. Oktober 2008, 7. November 2009, 12. Juni 2010, 13. bis 15. Juli 2011 und 17. Juli 2013 (soweit die auf der Website des Künstlers angegebenen Termine). Weitere Verlegungen erfolgten am 28. Oktober 2012, sind allerdings auf der Website nicht erwähnt.